# Acılı ezme

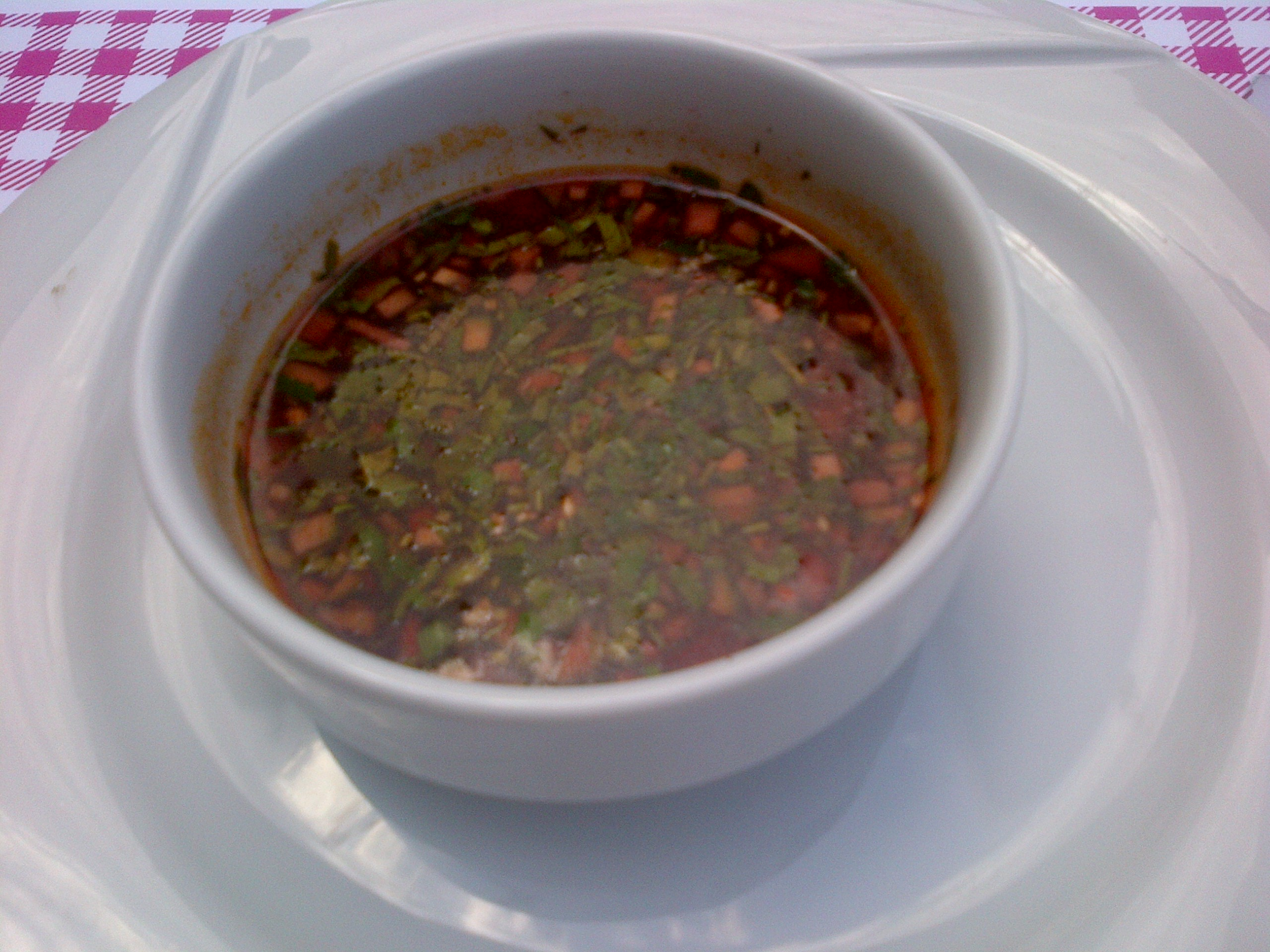
Bostana d'Urfa és un alternatiu no picant a lezme. És gairebé dolç, perquè té suc de raïm no madur (anomenat koruk en turc)

Acılı ezme, Antep ezmesi o simplement ezme és un tipus d'amuse-bouche o meze de la cuina turca, originari d'Antep. En té moltes varietats, però bàsicament es fa amb tomàquet, ceba i julivert picats, suc de llimona, nar ekşisi (i/o vinagre), sal, i alguna varietat de pebre roig (generalment pul biber o isot) i altres espècies. En turc acı/acılı significa 'picant/amb picant', i ezme aixafat 'paté'. El plat se sembla una mica al pebre xilè i al chimichurri argentí. Moltes vegades es fa servir com una salsa en fer un dürüm amb Adana kebap, şiş kebap o ciğer kebap.